# 工業整備特別地域
工業整備特別地域（こうぎょうせいびとくべつちいき、工特と略称）は、日本の工業整備特別地域整備促進法（昭和39年法律第146号）において、「工業の立地条件がすぐれており、かつ、工業が比較的開発され、投資効果も高いと認められる地域」（第1条）であるとして定められた地域である。
同法は2001年3月30日に廃止され、工業整備特別地域の制度も廃止された。
各地域では、その地域の工業の発展を促進するための施設の整備基本計画が定められ、地方税の特別措置、地方債の利子補給、補助率のかさ上げなどの措置が講じられていた。
新産業都市とともに、全国総合開発計画（全総）に謳われた「拠点開発方式」を実現するために制定されたものであった。

## 指定地区
1963年7月12日、同法において、以下の6地区が指定された。
- 鹿島地区（茨城県）
- 東駿河湾地区（静岡県）
- 東三河地区（愛知県）
- 播磨地区（兵庫県）
- 備後地区（広島県）
- 周南地区（山口県）